# 楊振甲
楊振甲（？年—？年），字绳卿，南直隶揚州府兴化县人。明末政治人物。

## 生平
天啓七年（1627年）丁卯科应天府乡试第二十三名舉人，崇祯七年（1634年）甲戌科三甲一百七名进士，户部观政，本年十月授福建宁洋县知县。

## 家族
曾祖楊自岩，廪监；祖楊守训，庠生；父楊应徴，庠生。